# RRC Estaimpuis
RRC Estaimpuis is een Belgische voetbalclub uit Estaimpuis. De club is aangesloten bij de KBVB met stamnummer 1905 en heeft rood en geel als kleuren. De club speelde in haar bestaan enkele jaren in de nationale reeksen.

## Geschiedenis
In het begin van de jaren 30 werd Racing Club Estaimpuis opgericht. De club sloot zich aan bij de Belgische Voetbalbond en kreeg er stamnummer 1905 toegekend. Estaimpuis bleef er de volgende decennia in de provinciale reeksen spelen.
Op het eind van de 20ste eeuw kende de club een succesvolle periode. In 1997 won men de provinciale eindronde, maar daarna werd men in de interprovinciale eindronde uitgeschakeld door Racing Waregem. Na de play-offs verdween vierdeklasser R. Francs Borains echter uit de nationale reeksen. RRC Estaimpuis werd weer opgevist en voor het eerst in haar bestaan mocht de club zo aantreden in de nationale Vierde Klasse.
Het eerst seizoen in Vierde Klasse eindigde RRC Estaimpuis als op twee na laatste en zo zakte de club na een seizoen nationaal voetbal in 1998 weer naar Eerste Provinciale. Daar eindigde men meteen weer tweede. Estaimpuis mocht weer naar de provinciale eindronde, kende daar succes en bereikte zo ook weer de interprovinciale eindronde. Daar versloeg men eerst Entente RC Amay, maar werd men dan uitgeschakeld door Excelsior Veldwezelt. Omdat tweedeklasser KFC Herentals officieus samenging met Verbroedering Geel, kwam er opnieuw een extra plaats vrij in de nationale reeksen en opnieuw werd RRC Estaimpuis zo opgevist om de vrijgekomen plaats in Vierde Klasse in te vullen.
Ditmaal kende RRC Estaimpuis iets meer succes in Vierde Klasse en eindigde men in de middenmoot. Dit resultaat kon men in het tweede seizoen niet herhalen en men eindigde in 2001 als voorlaatste. Na twee jaar nationaal voetbal zakte de club opnieuw naar Eerste Provinciale.
Na een seizoen in Eerste Provinciale liet Estaimpuis daar in 2002 echter verstek gaan, en verdween zo uit het hoogste provinciale niveau. De volgende jaren kon de club weer langzaamaan opklimmen naar de hogere provinciale reeksen. Na een titel in 2010 bereikte de club dat jaar weer Eerste Provinciale. In de zomer van 2011 gaf voorzitter Joseph Hubaut aan dat de club algemeen forfait zou geven volgend seizoen, maar dit werd teruggetrokken en een week later besliste het provinciaal comité dat RRC Estaimpuis in 2011 ook weer van start kon gaan in Eerste Provinciale.
Dit was maar uitstel van executie. In het seizoen 2011/12 eindigde Estaimpuis voorlaatste en volgde het failliet en einde van de club. De terreinen werden overgenomen door een locale schaapsherder. 

## Bekende spelers
- Sébastien Nottebaert
- Marc Leroy
- Didier Debaveye
- Koen De Brabandere